# Родийдититан
Родийдититан — бинарное неорганическое соединение
родия и титана
с формулой Ti2Rh,
кристаллы.

## Получение
- Сплавление стехиометрических количеств чистых веществ:

{\displaystyle {\mathsf {Rh+2Ti\ {\xrightarrow {790^{o}C}}\ Ti_{2}Rh}}}

## Физические свойства
Родийдититан образует кристаллы
тетрагональной сингонии,
пространственная группа I 4/mmm,
параметры ячейки a = 0,306 нм, c = 0,981 нм, Z = 2,
структура типа дисилицида молибдена MoSi2
.
Соединение образуется по твёрдотельной реакции при температуре 790°C.